# Bataille de Posada
Pour les articles homonymes, voir Posada (homonymie).
Guerres hongro-valaques
La Bataille de Posada constitue un tournant stratégique dans les histoires de la Roumanie et de la Hongrie. La bataille a lieu en novembre 1330, entre l'armée valaque du voïvode Basarab Ier le Fondateur (Basarab Întemeitorul) et l'armée d'invasion hongroise du roi Charles Robert de Hongrie (ou Charles Ier Robert d'Anjou). L'endroit exact de la bataille n'est pas connu avec certitude, mais se trouve probablement soit dans la passe de Posada, au sud de Brașov, dans l'actuelle commune de Comăna, soit dans le défilé de l'Olt, là où cette rivière traverse les Carpates. Posada signifie en roumain "passe dans les montagnes", "oppidum" ou "clairière ouverte par des bûcherons".

## Origine du conflit

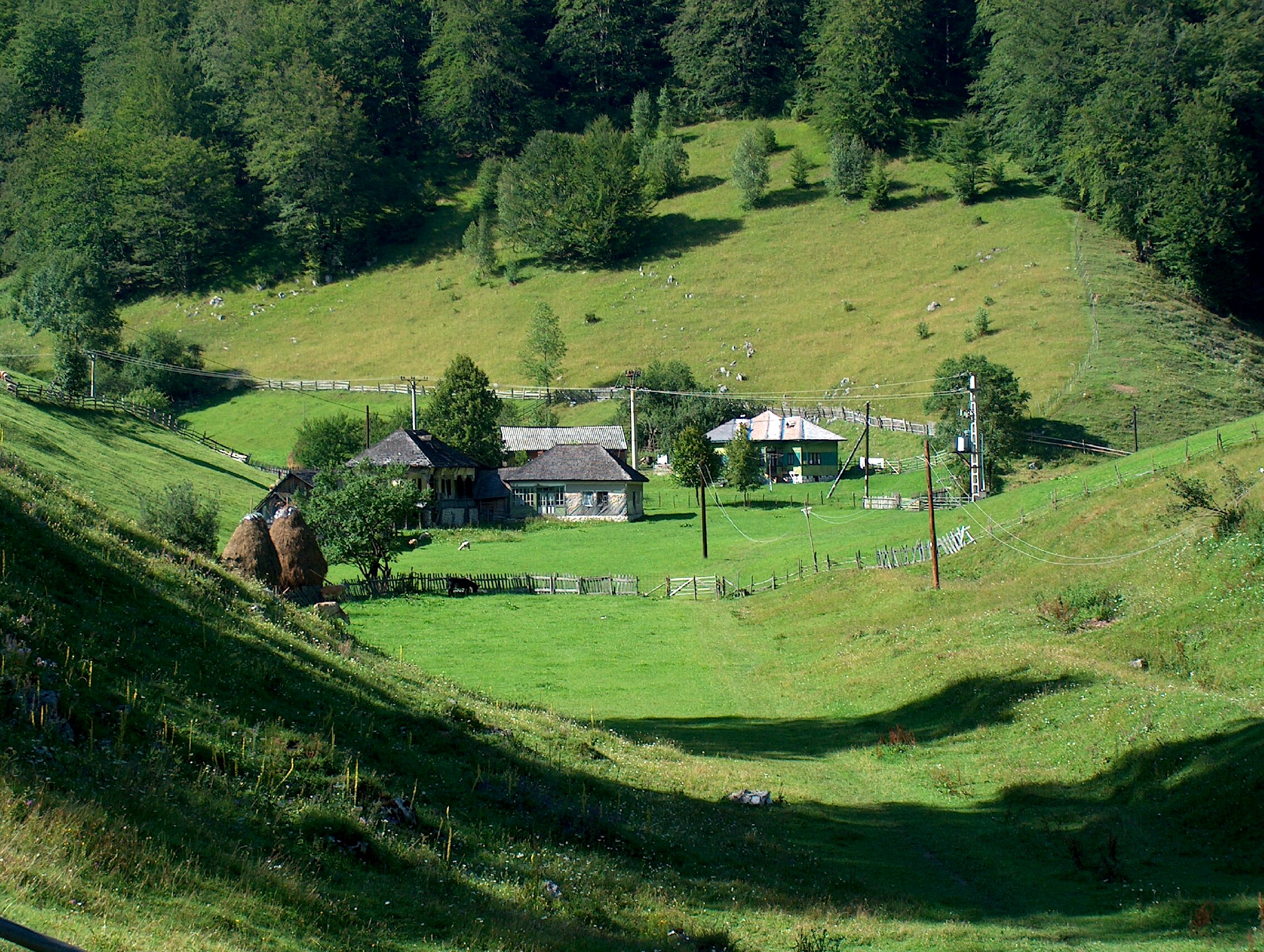
Une posada est une clairière pouvant être fortifiée.

En 1324, Basarab I-er est vassal du roi de Hongrie, en tant que Ban d'Argeș et de Severin. En 1328, sa victoire contre les Tatars au nord des bouches du Danube le rend maître du delta du Danube et des rivages de la mer Noire au nord du Delta, là où les Génois ont des comptoirs. Cette région prend à cette occasion le nom de "Bessarabie". Il en tire prospérité et puissance, et son souverain Charles Robert d'Anjou lui en réclame comptes. Ne recevant pas satisfaction (ou pas assez) le suzerain s'empare en 1330 de la cité portuaire valaque de Severin, sur le Danube. En dépit des efforts diplomatiques de conciliation faits par Basarab, Charles Robert décide de continuer sa campagne en Valachie, dans le but de renverser son vassal. Il ne rencontre tout d'abord pas de résistance.

## Déroulement de la bataille
Basarab connait l'état de faiblesse de ses troupes, et ne peut pas se permettre de s'opposer en champ ouvert à la grande ost royale de son exigeant suzerain. Il choisit de se retirer quelque part dans les Carpates de Transylvanie. Charles entre dans Curtea de Argeș, la capitale de la Valachie, où il apprend que Basarab a fui dans les montagnes. Il décide de suivre ses traces. Selon la chronique enluminée de Vienne, un témoignage contemporain, Charles aurait dit à propos de Basarab : "Il est le berger de mes moutons, et je vais le tirer de ses montagnes par la barbe".

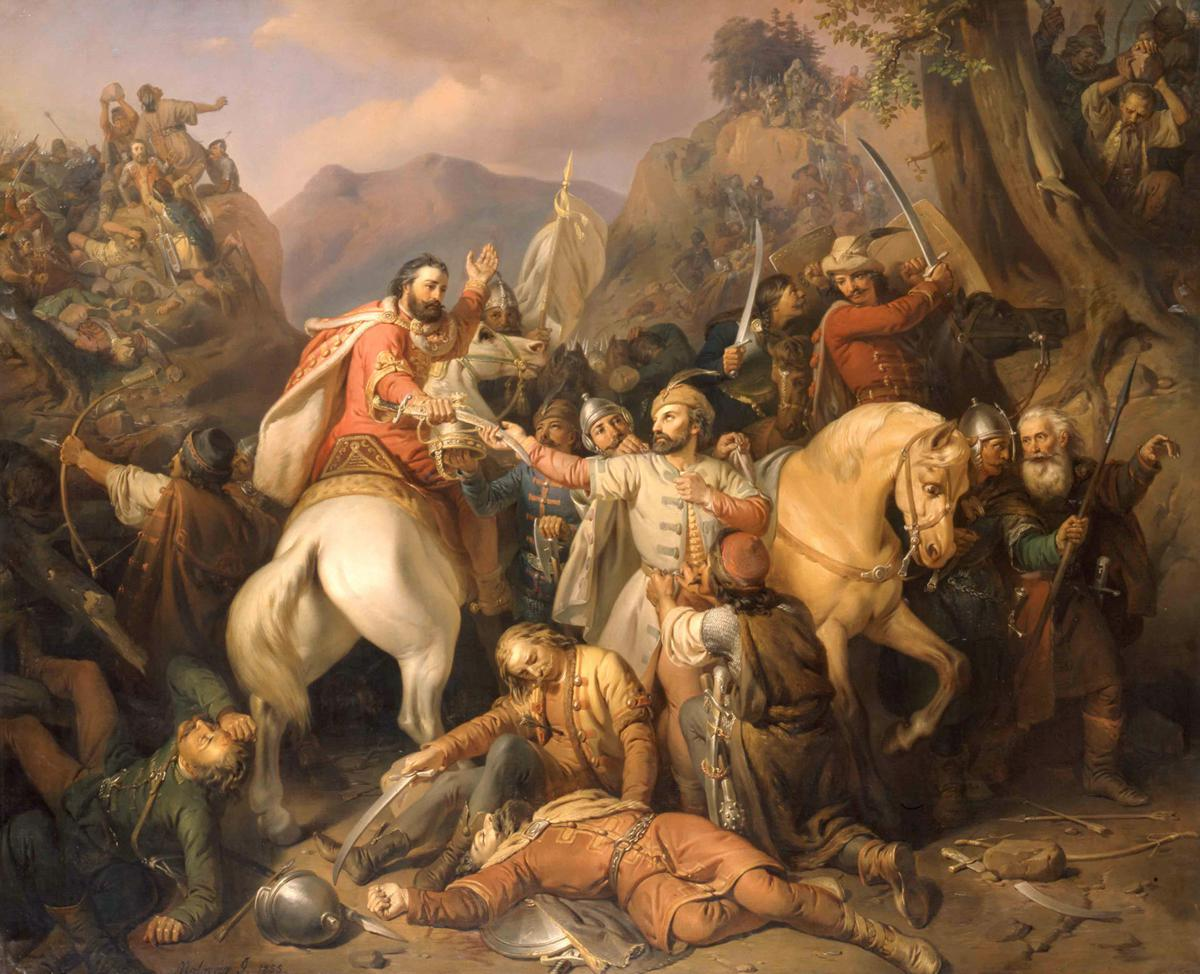
Charles Robert fuyant à Posada.

L'armée de Charles, forte de 30 000 hommes entre alors dans un défilé étroit, et tombe dans une embuscade. L'armée valaque, conduite par Basarab en personne, et qui compte certainement moins de 10 000 hommes, comprend en majorité, selon la chronique, des bergers recrutés sur place. Ils commencent à bombarder l'armée hongroise depuis les hauteurs, avec des rochers, des pierres, des billes de bois et des flèches. Ne pouvant ni s'échapper ni combattre, les soldats de Charles subissent une défaite sévère, et beaucoup périssent, du fait des projectiles mais surtout piétinés dans la panique. D'après la chronique, Charles parvient à fuir en se déguisant en palfrenier. Le voïvode hongrois de Transylvanie, vassal de Charles, périt lui aussi dans la bataille, ainsi que plusieurs nobles hongrois. D'autres sont faits prisonniers et doivent racheter leur liberté, selon la coutume médiévale. Du côté valaque, les pertes sont minces. Quelques historiens comme Florin Constantiniu pensent que les Coumans aidèrent Basarab à obtenir la victoire en bloquant les arrières de l'armée hongroise. Ils affirment aussi que ce fut une bataille entre roumains, car beaucoup de soldats de Charles recrutés en Transylvanie parmi les hommes des boyards qui lui étaient fidèles, étaient eux aussi des valaques. La seule chose sûre, est que Basarab garda sa barbe et ses moutons, comme en conclut Nicolae Iorga.

## Conséquences
La principale conséquence de la bataille fut que la Hongrie dut renoncer à toutes ses prétentions sur la Valachie, qui obtint ainsi son indépendance. Bien que les Hongrois lançassent plus tard d'autres expéditions, toutes furent des échecs et la Hongrie ne recouvra jamais sa suzeraineté sur la Valachie. Cette défaite priva le royaume de Hongrie du contrôle des routes commerciales vers la mer Noire et ses comptoirs génois.
Une conséquence secondaire fut que les banats vassaux de la Hongrie à l'est des Carpates suivirent, trois décennies plus tard, l'exemple valaque et obtinrent en 1359 leur indépendance, formant alors la Moldavie. 